# Capasa tinctaria
Capasa tinctaria är en fjärilsart som beskrevs av Walker 1862. Capasa tinctaria ingår i släktet Capasa och familjen mätare. Inga underarter finns listade i Catalogue of Life.